# Ionenfleck
Ein Ionenfleck ist eine nahezu kreisrunde Abschattung in der Mitte eines historischen Kathodenstrahlröhrenbildschirms. Er entstand durch schwere Metallionen, die neben den erwünschten Elektronen von der Kathode ausgehen. Diese Ionen zerstören mit der Zeit die empfindliche Leuchtschicht auf dem Bildschirm.

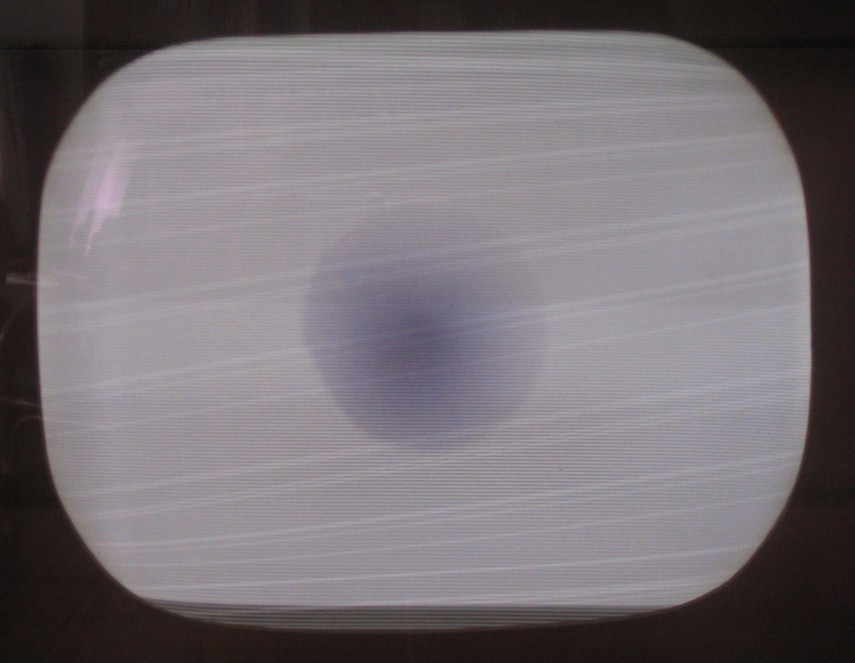
Ionenfleck auf einem Fernsehbildschirm

Solche Ionen können einerseits aus der Kathodenoberfläche austreten (in Form von Metallionen), aber auch durch Ionisierung restlicher Gasatome in der Kathodenstrahlröhre entstehen, da diese niemals ein absolutes Vakuum aufweisen kann.
Wegen ihrer Masse sind Ionen schwerer ablenkbar als Elektronen, die durch die Bildablenkung über den ganzen Leuchtschirm geführt werden. So kommt es zu einem deutlich abgegrenzten Fleck in der Mitte des Bildschirms.
Ionenflecken verdarben in der Anfangszeit des Fernsehens den Seheindruck, vor allem in der Vorkriegs- aber auch in der frühen Nachkriegszeit, so dass die – damals teuren – Bildröhren trotz guter Kathodenemissionswerte bald unbrauchbar wurden.

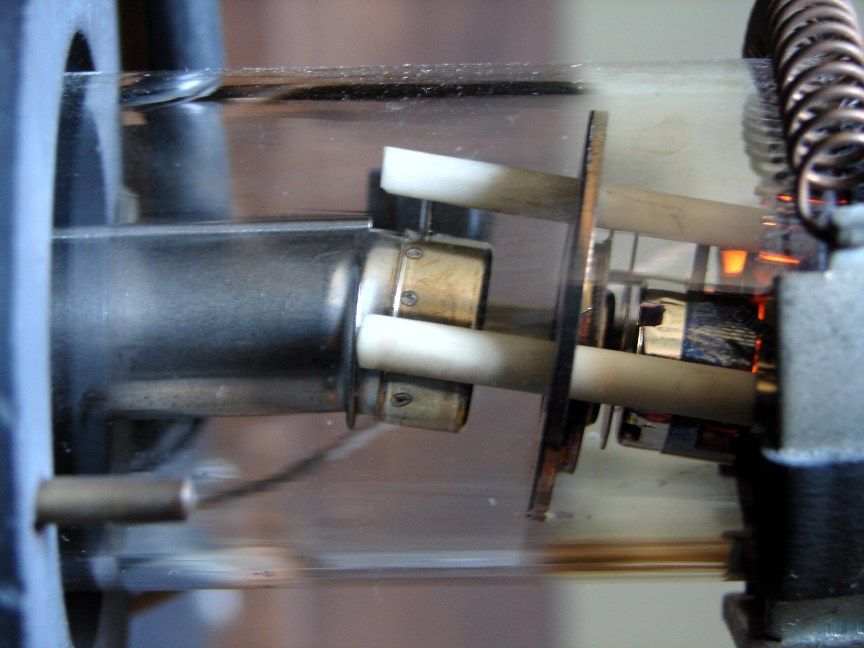
Ansicht des geknickten Strahlsystems einer Ionenfalle; der Dauermagnet ist zum Fotografieren nach rechts verschoben worden

Als Abhilfe wurden ab ca. 1950 Ionenfallen zur Unterdrückung des Ionenflecks eingesetzt: Das schräg in den Röhrenhals eingebaute Strahlerzeugungssystem sorgt dafür, dass die Ionen in Achsrichtung auf die Metallwandung der Röhrenanode gelangen. Der Ionenfallenmagnet, ein schwacher Permanentmagnet, wird extern am Röhrenhals angebracht und so justiert, dass der Elektronenstrahl wieder in Richtung der Röhrenachse und damit zur Leuchtschicht abgelenkt wird. Die massereichen Ionen werden durch das schwache Magnetfeld kaum beeinflusst und treffen nach wie vor auf die Anode des Strahlerzeugungssystems, wo sie keinen relevanten Schaden anrichten.
Ende der 1950er Jahre wurde erkannt, dass eine vor der Leuchtschicht (aus Sicht des Strahlerzeugungssystems) aufgebrachte Aluminiumschicht mit einer Dicke von ca. 0,2 µm die Ionenfalle ersetzen konnte (sog. aluminiumhinterlegter Bildschirm). Die Ionen bleiben in der Schicht stecken, die wesentlich kleineren Elektronen fliegen fast ungehindert weiter zur Leuchtschicht. Gleichzeitig wird die Lichtabstrahlung nach hinten in den Röhrenkolben unterbunden, was die Helligkeit des Leuchtflecks (Reflexion an der Aluminiumschicht) und den Kontrast (keine Aufhellung dunkler Bildpartien durch Streulicht aus dem Röhrenkolben) erhöht.